# Théo Barbet
Théo Barbet (Mâcon, 6 maart 2001) is een Frans voetballer die als verdediger speelt bij Almere City FC.

## Clubcarrière
Barbet werd opgeleid in de jeugdopleiding van Dijon FCO. In seizoen 2020/21 werd hij verhuurd aan FC Bastia-Borgo, spelend op het derde niveau in Frankrijk. Daar kwam hij tot 21 wedstrijden.
In september 2021 maakte hij de overstap naar het Kroatische NK Lokomotiva, maar kwam daar niet tot wedstrijdminuten.
Op 4 augustus 2022 tekende hij een contract voor drie jaar met een optie tot verlenging van één jaar bij Almere City FC. Op 12 augustus 2022 maakte hij zijn debuut in de thuiswedstrijd tegen TOP Oss en was daarna direct een vaste waarde in het team.
De linksbenige speler speelt sindsdien bijna altijd aan de linkerkant van de verdediging van de Flevolanders. Op 11 juni 2023 promoveerde hij met Almere City FC naar de eredivisie.

## Interlandcarrière
Barbet speelde vanaf de Onder 16 in vrijwel alle Franse jeugdelftallen. In totaal speelde hij 27 wedstrijden voor deze teams.